# ムクノキ
ムクノキ（椋木、椋の木、樸樹、学名：Aphananthe aspera）はアサ科ムクノキ属の落葉高木。東アジアに分布する。単にムク（椋）、またはエノキに似るためムクエノキ（椋榎）とも言う。果実は甘酸っぱく、ムクドリなどの小鳥が集まる木で知られる。ざらついた葉が漆器などの研磨剤に、かたい材は運動具などに利用される。
成長が比較的早く、大木になるため、日本では国や地方自治体の天然記念物に指定されている巨木がある。

## 名称
和名ムクノキの語源は諸説ある。ムクドリが実を好むのでムクノキになったという説。大木になると樹皮が剥がれてくることから、剥く（ムク）からムクノキになったという説。あるいは、ザラザラする葉を研磨剤に用いたことから、「磨く」を意味する古語「むく」から「むくの木」となったという説がある。
「椋」を「むく」と読むのは国訓で、本来この字は、同様に落葉高木ではあるが「ちしゃ」を意味する。ただし、「ちしゃ」の同定にはムラサキ科のチシャノキまたはエゴノキ科のエゴノキの2説あり（他にキク科のレタスもあるが草本なので除外する）、真の椋がどちらかは判然としない。
「椋」には「くら（蔵・倉）」の意味もある。この意味は、中国古典には見られない（「椋」音でその意味には「𢈴」を使う）が、日本独自の国訓ではなく、古代朝鮮に由来する。
「椋」を含む地名や名字は多い。「むく」と読むものも「くら」と読むものもあり、「椋本」などはどちらでも読む。
「むく」を訓とする字には「樸」もある。ただしこの字は同音の「朴（えのき、国訓 ほおのき）」と通じ、とくに現代中国の簡体字では「樸」の字形も「朴」であり区別をしない。

## 分布・生育環境
日本、中国、インドシナに分布する。日本国内では関東以西の本州から四国、九州でごく普通に見られ、屋久島、種子島にも分布する。琉球列島ではまれだが、沖縄島には分布する。ムクノキ属で唯一、日本に生育する。
主に山地から低地の森林内、山野に生育する。温暖な沿岸地に多くみられる。植栽もされ、特に人家周辺の神社などによく見かける。

## 形態・生態
落葉広葉樹の高木で、高さは20 - 30メートル (m) 、幹の直径は1 m以上になり、板根が発達する場合もある。樹皮は淡灰褐色で、若木の表面はほぼ平滑だが、樹齢に伴って縦に網目状の割れ目が生じて浅い筋が入り、老木では樹皮が大きく反って剥がれてくる。ケヤキのようにまだら状にはならない。一年枝は無毛で皮目が多い。生長が非常に早く、林の空き地などでいち早く大木になる。
葉は互生し、長さ4 - 10センチメートル (cm) の卵形又は狭卵形で、葉縁は先端まで鋭い鋸歯があり、葉脚はくさび状、3行脈を持つ。葉の形はケヤキによく似ているが、ケヤキよりも細長く大きめで、先端側の半分が細め、鋸歯が鋭いのが特徴である。葉の質は薄く、表面は細かい剛毛が生え、紙やすりのようにざらついている。秋になると黄色系に紅葉し、赤みがかることはほとんどない。
花期は4 - 5月ごろ。雌雄同株で、花には雄花と雌花がある。葉と展葉とともに葉の根元に淡緑色の小さな花を咲かせる。花の後に直径7 - 12ミリメートル (mm) の球形で緑色の果実（核果）をつけ、同じニレ科のエノキよりも大きい。果期は10月ごろで、熟すと黒紫色になり、乾燥して食用になり、味は非常に甘く美味である。ムクドリ、ヒヨドリ、オナガなどの小鳥が好んで果実を食べに集まり、種子の散布にも関与している。
冬芽は、枝先に仮頂芽がつき、側芽が互生して枝に沿ってつき、横に副芽をつけることもある。冬芽は長楕円形で伏毛が生えており全体に白っぽいが、6 - 10枚つく芽鱗の縁には毛がない。冬芽のすぐ下にある葉痕は半円形で、維管束痕は3個ある。

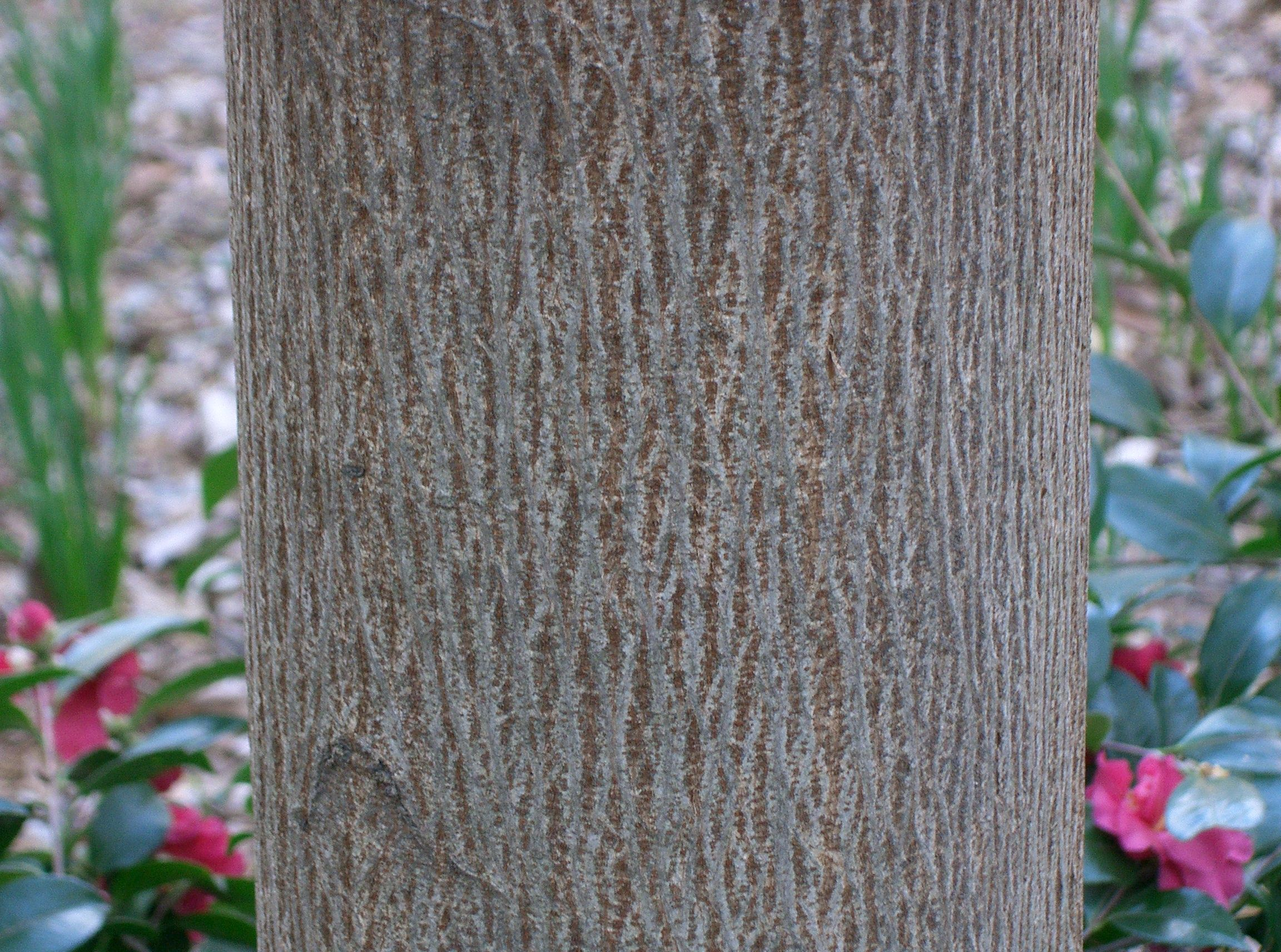
樹皮
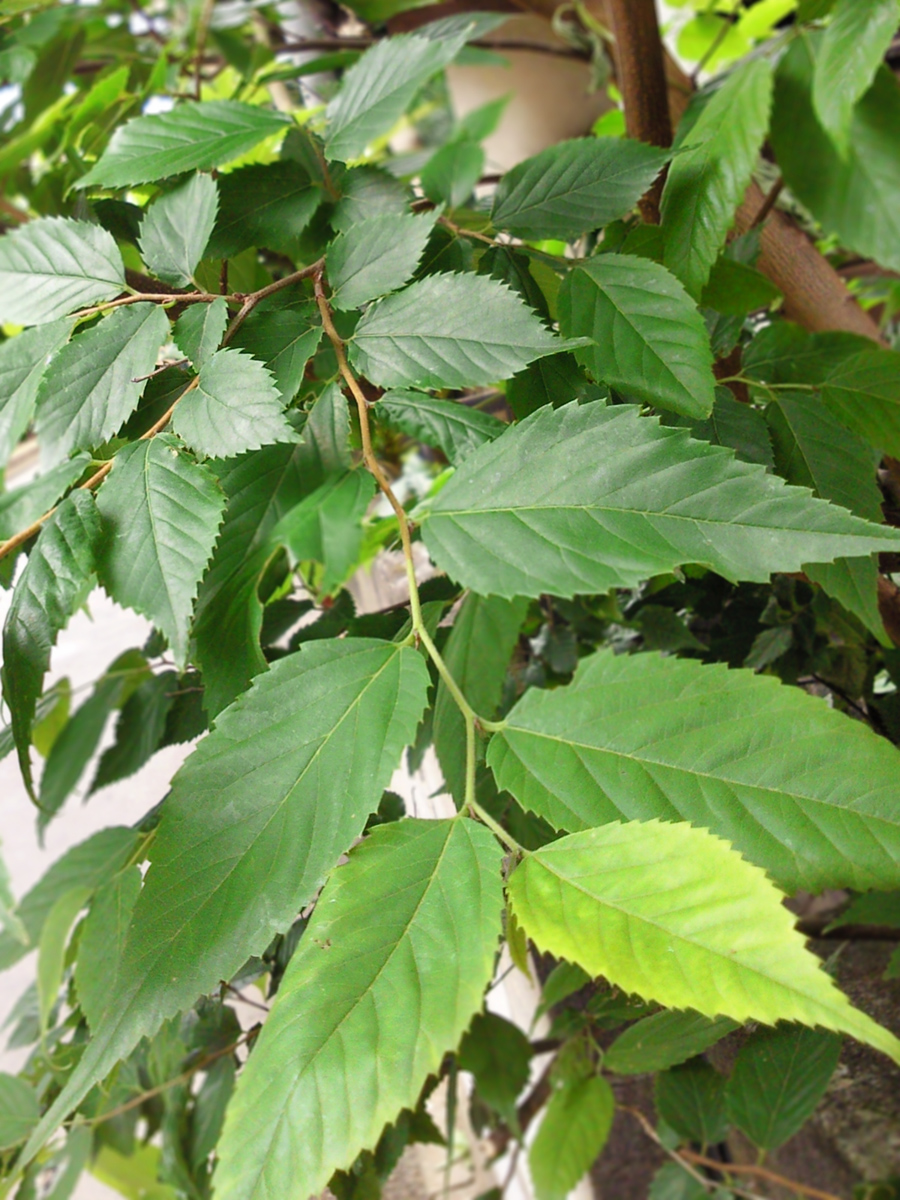
葉

比較的、樹洞が形成されやすい。

## 利用
木材は建築材や器具材に利用される。材の質はやや堅く粘りがあるが、耐久性は低い。かたい材を利用してバットなどの運動具に用いられ、道具材、楽器材などにも使われる。
葉の裏のざらつき、ケイ酸質の毛で覆われているので、漆器の木地や角細工、鼈甲細工、象牙などの表面を磨くのに使われる。

## 保護上の位置付け

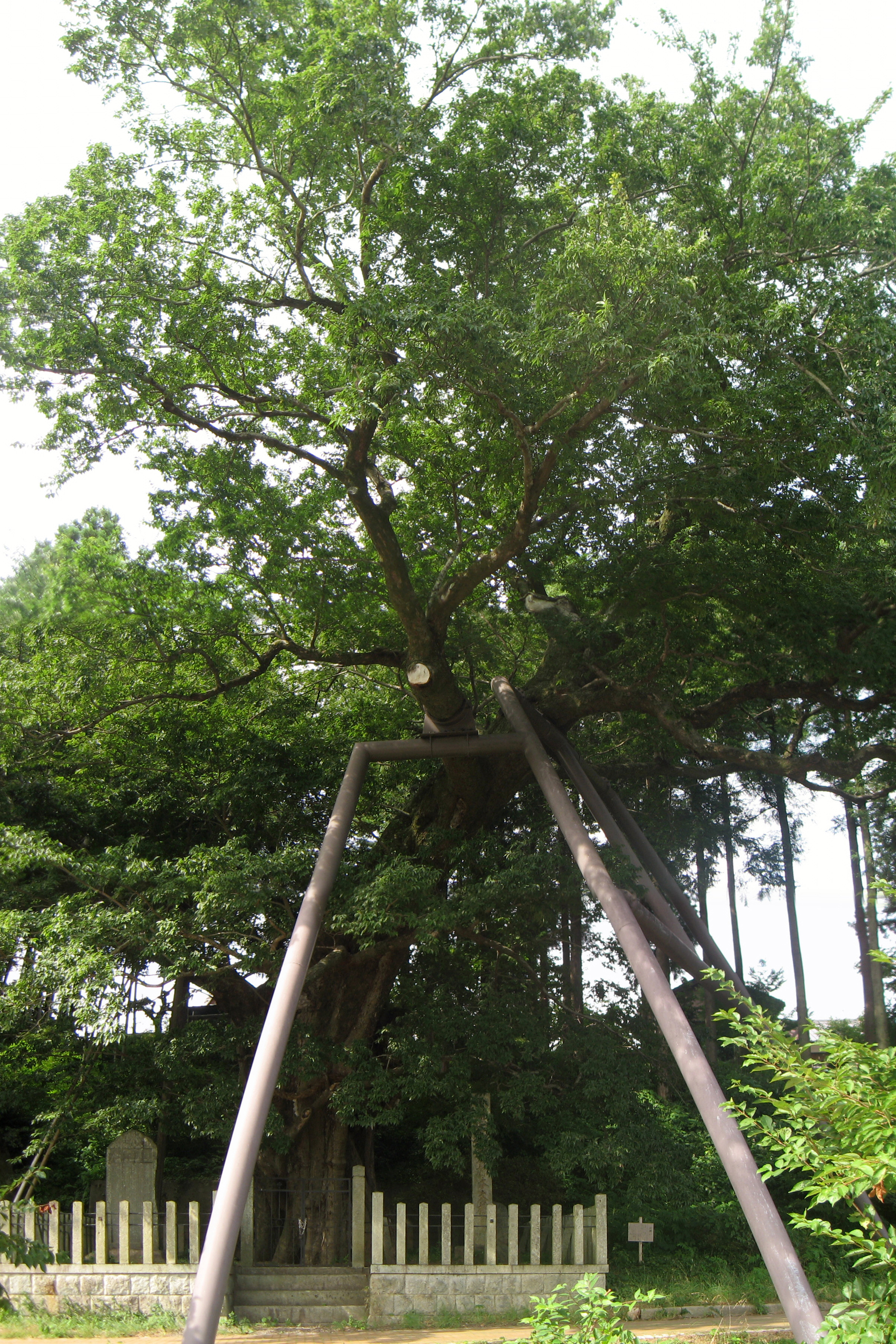
椋本の大ムク

### 日本の天然記念物
- 椋本の大ムク（三重県津市） - 樹齢1500年、国の天然記念物
- 二見の大ムク（奈良県五條市）  - 国の天然記念物
- 旭神社のムク（大阪府大阪市平野区）  - 大阪府指定天然記念物
- 田中邸のムク（大阪府枚方市）  - 大阪府指定天然記念物
- 三日月の大椋（兵庫県佐用郡佐用町） - 樹齢800年、兵庫県指定天然記念物
- 与田寺のムク（香川県東かがわ市）  - 香川指定天然記念物
- 蛭子神社のムク（香川県さぬき市）  - 香川県指定天然記念物
- 大津山椋の木（熊本県南関町） - 樹齢500年、熊本県指定天然記念物

### レッドデータブック
下記の地方公共団体が作成したレッドデータブックに掲載されている。
- 長野県：絶滅危惧IB類
- 富山県：希少種
- 沖縄県：絶滅危惧IB類